# 과이라주

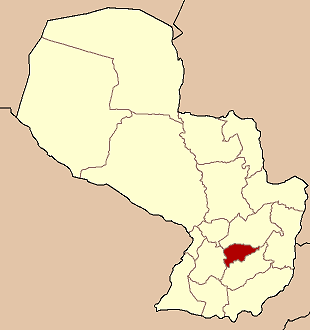
과이라 주의 위치

과이라주(스페인어: Departamento de Guairá)는 파라과이 중부에 위치한 주로 주도는 비야리카이며 면적은 3,846km2, 인구는 190,035명(2002년 기준), 인구 밀도는 49명/km2이다.
북쪽으로는 카과수 주, 동쪽과 남쪽으로는 카사파 주, 서쪽으로는 파라과리 주와 접한다. 17개 현을 관할한다.

주기
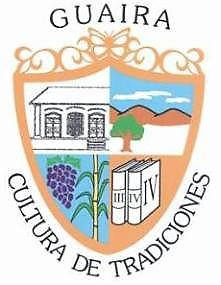
주 문장